# Predsednik Sirije
Predsednik Sirije (arabsko رئيس سوريا), uradno predsednik Sirske arabske republike (arabsko رئيس الجمهورية العربية السورية), je vodja Sirije. Ima široka pooblastila, ki jih lahko po lastni presoji prenese na svoje podpredsednike. Imenuje in razrešuje predsednika vlade in druge člane ministrskega sveta (kabineta) ter vojaške častnike.
Položaj nima nosilca od 8. decembra 2024, ko je bil prejšnji predsednik Bašar al Asad strmoglavljen po uspehu ofenziv sirske opozicije.

## Mandat
88. člen ustave iz leta 2012 navaja, da predsednik služi sedemletni mandat in »je lahko izvoljen samo še za en zaporedni mandat.« 155. člen navaja, da se 88. člen uporablja za predsednika »od naslednjih predsedniških volitev dalje.«

## Merila primernosti
31. januarja 1973 je Hafez al Asad uveljavil novo ustavo, kar je povzročilo nacionalno krizo. Za razliko od prejšnjih ustav ta ni zahtevala, da mora biti predsednik Sirije musliman, kar je pripeljalo do ostrih demonstracij v Hami, Homsu in Alepu, ki so jih organizirali Muslimanska bratovščina in ulama. Asada so označili za »božjega sovražnika« in pozvali k džihadu proti njegovi vladavini. Robert D. Kaplan je Asadov prihod na oblast primerjal z »nedotakljivim, ki je postal maharadža v Indiji, ali Judom, ki je postal car v Rusiji–razvoj brez primere, šokanten za sunitsko večinsko prebivalstvo, ki je imelo toliko stoletij monopol nad oblastjo.« Glavni nasprotovanje ustave s strani protestnikov je bilo, da islam ni opredeljen kot državna vera. Kot odgovor na nemire je bila sirska ustava iz leta 1973 spremenjena tako, da določa, da je islam vera predsednika.
Februarja 2012 je bila sprejeta nova ustava. Člen 84 sirske ustave iz leta 2012 zahteva, da mora kandidat za predsednika:
1. Biti star vsaj 40 let
2. Biti Sirec po rojstvu, od staršev, ki so Sirci po rojstvu
3. Uživati državljanske in politične pravice in ne sme biti obsojen zaradi nečastnega kaznivega dejanja, tudi če je bil kasneje oproščen
4. Ne sme biti poročen z ženo, ki ni Sirka
5. Živeti v Siriji 10 let neprekinjeno po imenovanju

Nadaljnje zahteve v ustavi iz leta 2012 vključujejo:
- Vera predsednika republike je islam; Islamska sodna praksa je glavni vir zakonodaje; Država spoštuje vse vere in zagotavlja svobodo opravljanja vseh obredov, ki ne škodujejo javnemu redu; Osebni status verskih skupnosti se varuje in spoštuje (3. člen)

- Kandidata mora podpreti najmanj 35 članov ljudske skupščine (85. člen)
- Predsednik ne sme imeti drugega državljanstva (152. člen)

## Pooblastila in odstavitev

### Pooblastila
Predsednik Sirije je ustavno odgovoren za naslednje:
- Vrhovni poveljnik vojske in oboroženih sil
- Zastopanje Sirije v mednarodnih odnosih
- Razvoj in izvajanje nacionalne politike
- Imenovanje in razrešitev predsednika vlade in ministrov
- Oblikovanje in nadzor izvajanja splošne državne politike
- Veto ali sprejemanje zakonov
- Razglasitev izrednih razmer
- Sklepanje mednarodnih pogodb
- Podelitev amnestije
- Podeljevanje odlik in medalj
- Razpustitev ljudske skupščine
- Sprejemanje zakonov, ko zakonodajalec ne zaseda ali v izrednih razmerah
- Predložitev zadev na zavezujoč nacionalni referendum
- Priprava zakonov

### Odstavitev
Predsednik Sirije je lahko odstavljen s položaja v naslednjih okoliščinah:
- Po predložitvi odstopne izjave ljudski skupščini
- Ob koncu 7-letnega mandata, če ni imenovan za ponovno izvolitev, ali drugega 7-letnega mandata, če je ponovno izvoljen
- V primeru trajne nezmožnosti ali smrti
- Po obsodbi ustavnega sodišča za veleizdajo na predlog tretjine skupščine in odobritvi dveh tretjin